# Heinrich Wilhelm Ernst

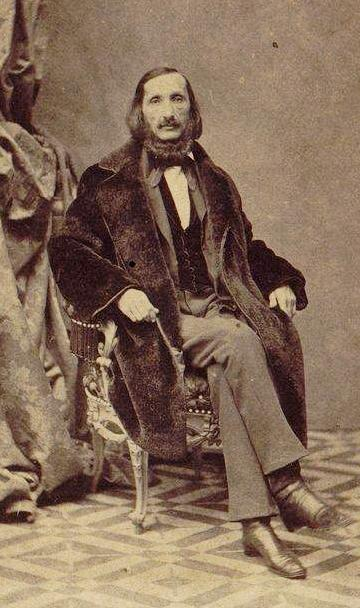
Heinrich Wilhelm Ernst al voltant de 1850

Heinrich Wilhelm Ernst (Brünn, 6 de maig de 1814 – Niça, 8 d'octubre de 1865) va ser un violinista i compositor morau. Se'l va considerar com un dels virtuosos més complets i un dels successors més importants de Paganini.
Alumne del Conservatori de Viena, fou deixeble de Theobald Böhm, Ignaz von Seyfried i Josef Mayseder. A l'edat de setze anys fou aplaudit a Múnic, Stuttgart i Frankfurt, i el 1832 arribà a París, fent-se escoltar en les representacions del Teatre Italià. Durant la seva llarga estada en la capital francesa va rebre lliçons de Bériot, el més cèlebre concertista de violí d'aquella època. El 1838 donà una sèrie de concerts als Països Baixos, que confirmaren els seus primers èxits, es deixà sentir novament a París el 1839, i després emprengué un viatge artístic per l'Alemanya meridional, Viena, Berlín, Leipzig, Dresden, Siberia, Polònia, Rússia, Suècia i Dinamarca, aconseguint grans triomfs, que l'ubicaren entre els més eminents concertistes. El 1844 marxà a Londres, on també fou aplaudit amb entusiasme. Ernst es distingia per la seva brillantor i elegància, la seva perfecció en el mecanisme i la poesia que sabia imprimir al cant.
Aquest artista deixà escrites les següents composicions:
- Dos nocturns per a violí i orquestra;
- una Elegia per a violí i piano;
- Una fantasia sobre la marxa i la romança dOtello;
- Un concertino en re major;
- Una polonesa de concert amb orquestra;
- Variacions sobre un aire nacional holandès;
- Una fantasia sobre l'òpera Il pirata, una altra sobre Le Prophète, Papageno, rondó sobre un tema de La flauta màgica;
- Una imitació del Carnaval de Venècia, de Paganini;
- Douze Pensées fugitives, fragments per a piano i violí, amb col·laboració amb Heller.

El 1854 casà amb Amélie Lévy. Trencada la seva salut, per prescripció facultativa passà a Niça, on després d'una llarga temporada i morí.

## Biografia
- Enciclopèdia Espasa volum nº. 20, pàg. 528 (ISBN 84-239-4520-0)